# Prieuré hospitalier de Manosque
 (novembre 2023).
43° 49′ 57,2″ N, 5° 46′ 55,9″ E
Le prieuré hospitalier de Manosque est un prieuré de l'ordre de Saint-Jean de Jérusalem. Le prieuré résulte du démembrement réalisé par le pape, Jean XXII, qui supplée Foulques de Villaret, du grand prieuré de Saint-Gilles en trois grands prieurés, le 21 juillet 1317, pour éviter, en présence de la dévolution des biens templiers, à un seul prieur l'administration d'un territoire aussi étendu que celui de ce grand prieuré.

## Histoire
Une commanderie est fondée au début du XIIe siècle à Manosque. À la mort du dernier comte de Forcalquier, Guillaume IV de Forcalquier, en 1209, celui-ci fait donation aux Hospitaliers de la seigneurie sur la ville. D'autres donations ou héritages donnent peu à peu de l'importance à la commanderie. Après l'installation du commandeur dans le palais des comtes de Forcalquier, celui-ci pris le titre de châtelain, titre plutôt courant dans les châteaux hospitaliers de Terre sainte, qu'en Provence. Mais il était aussi seigneur de Manosque, c'est-à-dire qu'en plus de jurer d'observer les privilèges de la ville, il rendait justice et il avait un siège à ses armes à l'église du Saint-Sauveur,.
La commanderie possédait aussi un hôpital dédié à saint Pierre.
Sous les ordres du commandeur vivait un important effectif. En 1271, Le commandeur Béranger Monge avait sous sa responsabilité vingt frères, trois sœurs et vingt-trois donats et en 1338, il y avait en plus du commandeur, un vice-commandeur, un châtelain et si autres chevaliers, cinq chapelains, quinze frères servants et vingt-et-un donats mais il n'est plus question des sœurs.
Quand le pape, Jean XXII, le 21 juillet 1317, transforme la lieutenance sur la rive gauche du Rhône en grand prieuré de Provence,, il nomme Hélion de Villeneuve comme premier et a priori l'unique prieur de Provence. Bien qu'élu grand maître, Hélion a conservé le grand prieuré de Provence jusqu'en octobre 1330, il se contente de nommer un lieutenant, Isnard de Grasse. Ce n'est qu'en janvier 1347, après la mort d'Hélion de Villeneuve, que le prieuré de Provence avec les commanderies rattachées à Manosque sont de nouveau réunis avec celui du grand prieuré de Saint-Gilles.

## Le prieuré
La commanderie ou le prieuré était dans l'ancien palais des comtes de Forcalquier. Il datait des dernières années du XIIe siècle et était construit sur des terrains appartenant, entre autres, aux vicomtes de Marseille. Il se dressait sur le point le plus élevé de la ville au centre d'une esplanade qui porte toujours le nom de place du Terreau. Il formait un carré de quarante mètres de côté. À chaque angle était une tour et sur chaque face s'élevait une autre tour carrée sauf sur la façade nord. Il était couronné de créneaux sur mâchicoulis et entouré de vastes fossés qui furent comblés au XVIIe ou au XVIIIe siècle et remplacés par des terrasses,.
La double porte d'entrée était défendue par une tour carrée et un pont-levis disposés à l'est. Elle donnait accès à une cour rectangulaire comportant un puits en son centre. Au nord de la cour se trouvaient les magasin de stockage de marchandises au rez-de-chaussée avec à l'étage les greniers. Les autres côtés étaient réservés à l'habitation : les appartements du commandeur, la salle capitulaire, le trésor où étaient conservées les archives et enfin les cuisines. À l'étage, la chapelle dédiée à saint-Blaise et saint Gérard, située au-dessus de la porte était surmontée de deux clochers avec quatre cloches. Enfin, il est possible que la prison occupait l'aile sud,.
Deux inventaires du XIVe siècle nous informent de la compositions des magasins. D'abord le ravitaillement : vingt quintaux de viande salée, des amandes, des fèves, du seigle, du vinaigre, de l'huile ensuite l'armement : du cuir, du fer, du plomb, des pièces d'armures, des arbalètes, des épées, des lances, des écus et des accessoires divers.
Le prieuré après une période de prospérité tomba petit à petit, tout au long du XVIIe et XVIIIe siècles, dans une situation d'entretien déplorable. La Révolution s'en est rendue propriétaire par l'expulsion des Hospitaliers et voulut y loger le tribunal de district de Forcalquier mais finalement décida de le vendre comme bien national et il fut livré aux démolisseurs en 1793.
La commune de Manosque prévoit une rénovation de la place du Terreau en octobre 2016 et fait appel au service départemental d’archéologie des Alpes de Haute-Provence pour faire un diagnostic du site préalablement à cette rénovation. Cette intervention avait plusieurs buts : il fallait localiser avec précision les restes de l'édifice et vérifier l'état de conservation des restes du palais des Hospitaliers. Cinq sondages furent prévus compte tenu des contraintes : l'impossibilité de fermer les rues et la présence des différents réseaux (eau, égout, électricité, gaz). Les résultats furent peu productifs, le palais fut détruit de façon systématique et la butte nivelée pour la construction du parking. Il a été quand même constaté des creusements dans le substrat, qui correspondent à l’emplacement des caves du palais tel qu’il existe encore au moment de la Révolution et tel que la fiabilité du plan dressé en 1793 le confirme. Ces caves aux parois verticales et leurs fonds plats sont conservées sur une profondeur comprise entre 0,70 et 1,20 m, mais aucune maçonnerie n'y est conservée. Tout le mobilier archéologique qui y a été trouvé date de la destruction du palais au XIXe siècle. Le levé en plan de ces caves aura permis de positionner de façon convaincante le palais au sein de la place.